# Rośliny żyworodne

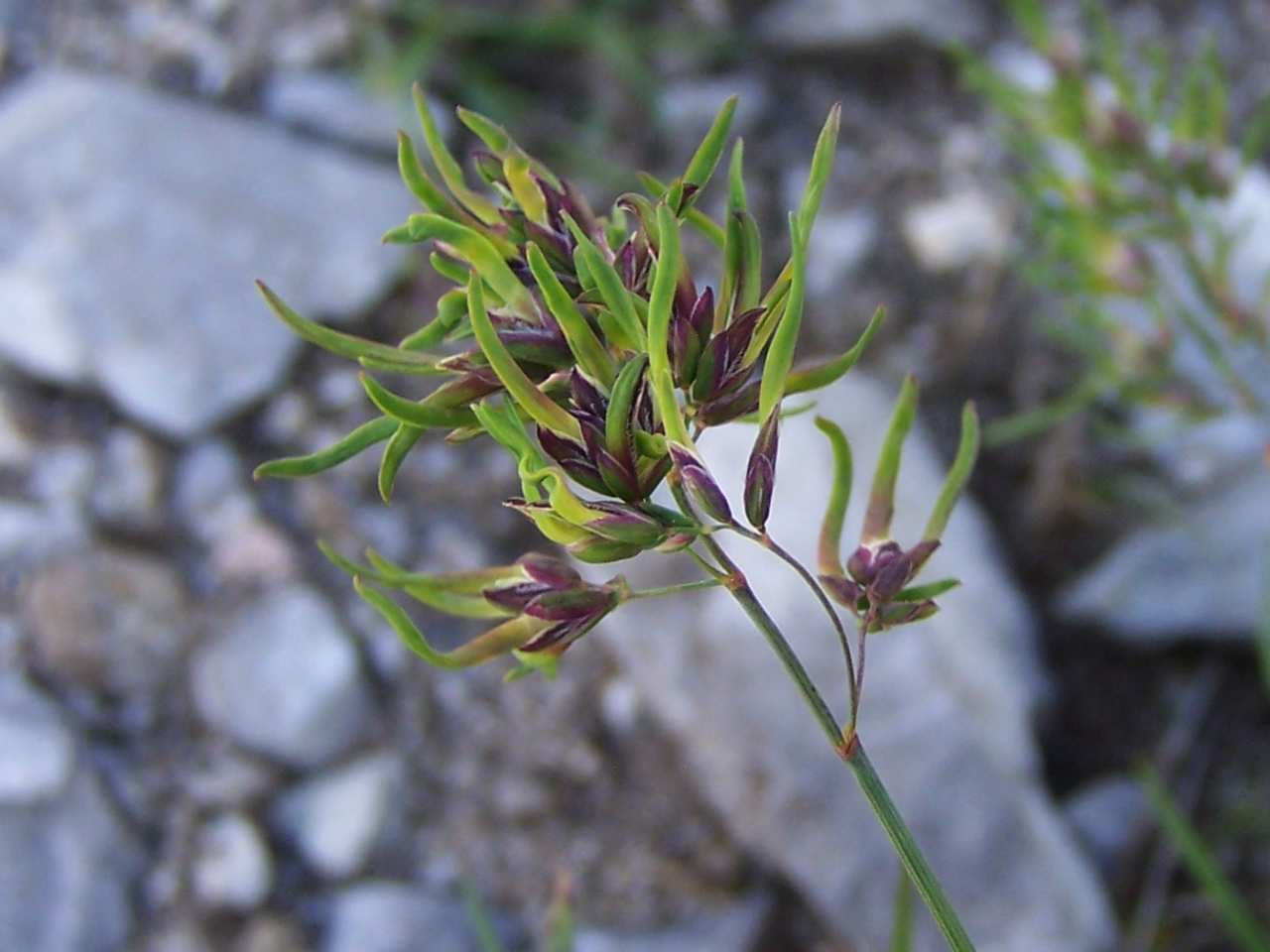
Żyworodna forma wiechliny alpejskiej z rozmnóżkami zamiast nasion

Rośliny żyworodne – gatunki roślin, które oprócz lub zamiast nasion, wytwarzają rośliny potomne wprost na organizmie macierzystym w postaci rozmnóżek, np. bulwek. 

## Przykłady
Roślinami żyworodnymi są niektóre namorzyny, których nasiona kiełkują już w owocu na roślinie macierzystej. 
W Polsce występują tylko nieliczne gatunki roślin częściowo żyworodnych, żyjących w skrajnie trudnych warunkach, np. wysoko w Tatrach, gdzie sezon wegetacyjny jest zbyt krótki do wytworzenia nasion lub u roślin rosnących w bardzo dużym zacienieniu, jak np. u żywca cebulkowego. Przykładem rośliny żyworodnej w naszej florze jest forma wiechliny alpejskiej, która w swoim kwiatostanie zamiast kwiatów i owoców wytwarza rozmnóżki – maleńkie pędy z 2-3 listkami. Rozmnóżki te mogą być przenoszone przez spływającą po stokach wodę, mogą się też same ukorzeniać, gdyż pod ich ciężarem pęd wiechliny przygina się do ziemi.